# Aníbal Arias
Aníbal Arias (* 20. Juli 1922 in Villa Devoto, Buenos Aires, Argentinien; † 3. Oktober 2010 ebenda) war ein argentinischer Gitarrist des Tango Argentino.
Ab 1980 gehörte er dem städtischen Tango-Orchester von Buenos Aires an. Zudem bildete er ein Duo mit dem Bandoneon-Spieler Osvaldo Montes. Gemeinsam veröffentlichten sie 1997 "Juntos por el tango" und 2007 "Bien tanguero".